# Jofre Cullell
Cullell  Estapé est un nom espagnol. Le premier nom de famille, en général paternel, est Cullell ; le second, en général maternel, souvent omis, est Estapé.
Jofre Cullell Estapé, né le 10 mars 1999, est un coureur cycliste espagnol spécialiste de VTT cross-country et de cyclo-cross.

## Palmarès en VTT

### Jeux olympiques
- Tokyo 2020
  - 15e du cross-country

### Championnats du monde
- Val di Sole 2021
  - 5e du cross-country espoirs

### Coupe du monde
- Coupe du monde de cross-country espoirs
  - 2019 : 3e du classement général

- Coupe du monde de cross-country élites
  - 2021 : 39e du classement général
  - 2022 : 33e du classement général
  - 2023 : 32e du classement général
  - 2024 : 16e du classement général

- Coupe du monde de cross-country short track
  - 2022 : 23e du classement général
  - 2023 : 28e du classement général
  - 2024 : 20e du classement général

- Coupe du monde de cross-country à assistance électrique
  - 2021 : 15e du classement général

### Championnats d'Europe
- 2017
  -  Champion d'Europe de cross-country juniors

### Championnats d'Espagne
| - 2016 - Champion d'Espagne de cross-country juniors - 2017 - Champion d'Espagne de cross-country juniors - 2018 - Champion d'Espagne de cross-country espoirs - 2019 - Champion d'Espagne de cross-country espoirs - 2020 - Champion d'Espagne de cross-country espoirs | - 2021 - Champion d'Espagne de cross-country espoirs - 2022 - 2e du championnat d'Espagne de cross-country short track - 2023 - 2e du championnat d'Espagne de cross-country short track - 3e du championnat d'Espagne de cross-country |  |

## Palmarès en cyclo-cross
| - 2015-2016 - 3e du championnat d'Espagne de cyclo-cross juniors - 2016-2017 - 2e du championnat d'Espagne de cyclo-cross juniors - 2017-2018 - Champion d'Espagne de cyclo-cross espoirs - 2018-2019 - Gran Premi Les Franqueses #2, Les Franqueses del Vallès - 2e du championnat d'Espagne de cyclo-cross espoirs | - 2020-2021 - 2e du championnat d'Espagne de cyclo-cross espoirs - 2022-2023 - 2e du championnat d'Espagne de cyclo-cross |  |